# 石堤卷洞門
石堤卷洞門位於重慶市秀山縣石堤鎮石堤場下碼頭，文物遺址年代為清代，2009年12月15日列為第二批重慶市文物保護單位。